# Kanton Neufchâteau
Der Kanton Neufchâteau ist seit 1790 ein französischer Wahlkreis im Arrondissement Neufchâteau für das Département Vosges in der Region Grand Est; sein Bureau centralisateur befindet sich in Neufchâteau.
Der Kanton liegt im Nordwesten des Départements.

## Geschichte
Der Kanton entstand 1790. Bis 2015 gehörten 25 Gemeinden zum Kanton Neufchâteau. Mit der Neuordnung der Kantone in Frankreich stieg die Zahl der Gemeinden 2015 auf 47. Zu den bisherigen 25 Gemeinden kamen alle 21 Gemeinden des bisherigen Kantons Coussey und die Gemeinde Rouvres-la-Chétive aus dem Kanton Châtenois hinzu.

## Gemeinden
Der Kanton besteht aus 46 Gemeinden mit insgesamt 17.136 Einwohnern (Stand: 1. Januar 2022) auf einer Gesamtfläche von 549,58 km²:
| Gemeinde                   | Einwohner 1. Januar 2022 | Fläche km² | Dichte Einw./km² | Code INSEE | Postleitzahl |
| -------------------------- | ------------------------ | ---------- | ---------------- | ---------- | ------------ |
| Attignéville               | 210                      | 14,61      | 14               | 88015      | 88300        |
| Autigny-la-Tour            | 136                      | 15,86      | 9                | 88019      | 88300        |
| Autreville                 | 191                      | 11,09      | 17               | 88020      | 88300        |
| Avranville                 | 69                       | 10,89      | 6                | 88025      | 88630        |
| Barville                   | 80                       | 8,45       | 9                | 88036      | 88300        |
| Bazoilles-sur-Meuse        | 612                      | 21,25      | 29               | 88044      | 88300        |
| Beaufremont                | 88                       | 9,02       | 10               | 88045      | 88300        |
| Brechainville              | 57                       | 14,15      | 4                | 88074      | 88350        |
| Certilleux                 | 214                      | 5,86       | 37               | 88083      | 88300        |
| Chermisey                  | 86                       | 10,75      | 8                | 88102      | 88630        |
| Circourt-sur-Mouzon        | 184                      | 10,30      | 18               | 88104      | 88300        |
| Clérey-la-Côte             | 27                       | 3,18       | 8                | 88107      | 88630        |
| Coussey                    | 719                      | 16,02      | 45               | 88118      | 88630        |
| Domrémy-la-Pucelle         | 94                       | 8,99       | 10               | 88154      | 88630        |
| Frebécourt                 | 352                      | 10,53      | 33               | 88183      | 88630        |
| Fréville                   | 132                      | 6,36       | 21               | 88189      | 88350        |
| Grand                      | 364                      | 36,59      | 10               | 88212      | 88350        |
| Greux                      | 132                      | 8,04       | 16               | 88219      | 88630        |
| Harchéchamp                | 87                       | 7,41       | 12               | 88229      | 88300        |
| Harmonville                | 210                      | 15,13      | 14               | 88232      | 88300        |
| Houéville                  | 43                       | 3,21       | 13               | 88242      | 88300        |
| Jainvillotte               | 72                       | 7,44       | 10               | 88249      | 88300        |
| Jubainville                | 89                       | 4,33       | 21               | 88255      | 88630        |
| Landaville                 | 291                      | 13,06      | 22               | 88259      | 88300        |
| Lemmecourt                 | 24                       | 1,78       | 13               | 88265      | 88300        |
| Liffol-le-Grand            | 2.108                    | 33,91      | 62               | 88270      | 88350        |
| Martigny-les-Gerbonvaux    | 116                      | 9,04       | 13               | 88290      | 88300        |
| Maxey-sur-Meuse            | 216                      | 10,77      | 20               | 88293      | 88630        |
| Midrevaux                  | 177                      | 14,29      | 12               | 88303      | 88630        |
| Moncel-sur-Vair            | 180                      | 7,30       | 25               | 88305      | 88630        |
| Mont-lès-Neufchâteau       | 279                      | 11,51      | 24               | 88308      | 88300        |
| Neufchâteau                | 6.813                    | 31,94      | 213              | 88321      | 88300        |
| Pargny-sous-Mureau         | 184                      | 17,97      | 10               | 88344      | 88350        |
| Pompierre                  | 191                      | 12,42      | 15               | 88352      | 88300        |
| Punerot                    | 149                      | 13,77      | 11               | 88363      | 88630        |
| Rebeuville                 | 295                      | 8,72       | 34               | 88376      | 88300        |
| Rouvres-la-Chétive         | 459                      | 11,33      | 41               | 88401      | 88170        |
| Ruppes                     | 144                      | 7,44       | 19               | 88407      | 88630        |
| Sartes                     | 90                       | 6,86       | 13               | 88443      | 88300        |
| Seraumont                  | 31                       | 10,29      | 3                | 88453      | 88630        |
| Sionne                     | 141                      | 11,79      | 12               | 88457      | 88630        |
| Soulosse-sous-Saint-Élophe | 653                      | 19,32      | 34               | 88460      | 88630        |
| Tilleux                    | 71                       | 3,88       | 18               | 88474      | 88300        |
| Trampot                    | 101                      | 13,14      | 8                | 88477      | 88350        |
| Tranqueville-Graux         | 89                       | 14,94      | 6                | 88478      | 88300        |
| Villouxel                  | 86                       | 4,65       | 18               | 88511      | 88350        |
| Kanton Neufchâteau         | 17.136                   | 549,58     | 31               | 8810       | –            |

## Veränderungen im Gemeindebestand seit 2016
2025: Fusion Rollainville und Neufchâteau → Neufchâteau (Vosges)
Bis zur landesweiten Neuordnung der französischen Kantone im März 2015 gehörten zum Kanton Neufchâteau die 25 Gemeinden Attignéville, Barville, Bazoilles-sur-Meuse, Beaufremont, Brechainville, Certilleux, Circourt-sur-Mouzon, Fréville, Grand, Harchéchamp, Houéville, Jainvillotte, Landaville, Lemmecourt, Liffol-le-Grand, Mont-lès-Neufchâteau, Neufchâteau (Hauptort), Pargny-sous-Mureau, Pompierre, Rebeuville, Rollainville, Sartes, Tilleux, Trampot und Villouxel. Sein Zuschnitt entsprach einer Fläche von 304,49 km2. Er besaß vor 2015 einen anderen INSEE-Code als heute, nämlich 8818.

## Bevölkerungsentwicklung
| 1962   | 1968   | 1975   | 1982   | 1990   | 1999   | 2006   | 2012   |
| ------ | ------ | ------ | ------ | ------ | ------ | ------ | ------ |
| 14.042 | 14.274 | 14.317 | 14.249 | 13.342 | 12.401 | 11.931 | 11.908 |

## Politik
Seit 1945 hatte der Kanton folgende Abgeordnete im Rat des Départements:
| Vertreter im conseil général des Départements | Vertreter im conseil général des Départements | Vertreter im conseil général des Départements           |
| Amtszeit                                      | Name                                          | Partei                                                  |
| --------------------------------------------- | --------------------------------------------- | ------------------------------------------------------- |
| 1945–1958                                     | Paul-Louis Clément                            | Rad.                                                    |
| 1958–1963                                     | Gabriel Bodenreider                           | DVD                                                     |
| 1963–1979                                     | Albert Voilquin                               | Républicains indépendants, danach UDF-Parti républicain |
| 1979–2004                                     | Alain Jacquot                                 | RPR                                                     |
| 2004–2011                                     | Jacques Drapier                               | PS                                                      |
| 2011–2015                                     | Simon Leclerc                                 | UMP                                                     |
| 2015–                                         | Dominique Humbert Simon Leclerc               | DVD                                                     |